# Sandkås Odde
Sandkås Odde (tidligere også kald for Hullenakke) er en halvø på øen Bornholm i Danmark.
Svaneke Fyr er placeret på Sandkås Odde ved Svaneke på østsiden af Bornholm.
Tidligere har der været et bådehavn syd for Sandkås Odde, kaldet "Frennehavn".